# Cultura d'Ucraïna
La Cultura d'Ucraïna compren el conjunt dels valors materials i espirituals del poble ucraïnès que s'ha format al llarg de la història. La seva cultura esta estretament entrellaçada amb els estudis sobre l'ètnia ucraïnesa un dels pobles eslaus orientals. La historiografia ucraïnesa se centra fonamentalment en la història de Kíiv i la regió que l'envolta.
Encara que el país ha lluitat sovint per preservar la seva independència el poble ucraÏnès ha aconseguit conservar les seves especificitats culturals i està orgullos de l'important llegat cultural que ha conservat. Nombrosos escriptors han contribuït a la literatura d'Ucraïna com Taràs Xevtxenko i Ivan Frankó. La cultura ucraïnesa ha experimentat un ressorgiment significatiu des de l'establiment de la independència el 1991.
La cultura de la moderna Ucraïna es va formar a partir de l'antic estat de Rus de Kiev centrat a Kiiv, així com del Principat de Galítsia-Volínia, que els ucraïnesos reclamen com els seus avantpassats històrics. Per tant, Ucraïna té una cultura i una història compartides amb les nacions veïnes, com ara els belarussos, russos en la seva part nord i oriental, i amb Polònia i Hongria a la zona occidental. L'historiador, acadèmic i polític de la República Popular d'Ucraïna, Mikhailo Hrushevski, es va referir a Ucraïna com a Ucraïna-Rus, posant èmfasi en la reivindicació històrica d'Ucraïna sobre l'antic estat de la Rus de Kíev.
L'art popular camperol tradicional, la roba i l'arquitectura popular són fonamentals per a la cultura ucraïnesa, i els seus elements sovint han estat determinats per l'evolució de la seva història recent. La forta tradició d'art popular i brodat del país continua fins als nostres dies, amb el brodat ucraïnès sovint considerat com una forma d'art en si mateix. Els costums ucraïnesos estan molt influenciats per l'Església Ortodoxa Oriental i les tradicions de la mitologia eslava.
L'era soviètica va unificar les cultures de moltes nacions no relacionades amb una llengua comuna, i va portar a l'apropiació de la cultura i la identitat de moltes de les ex-Repúbliques de la Unió Soviètica. La cultura russa i la cultura belarussa han influit en gran manera en l'estat actual de conjunt d'estructures culturals del país. Les polítiques dels països que han ocupa el país al llarg de la seva història han depurat elements de la cultura pròpia com la recent russificació que va plantejar obstacles importants al desenvolupament de la cultura d'Ucraïna.

## Fonaments històrics

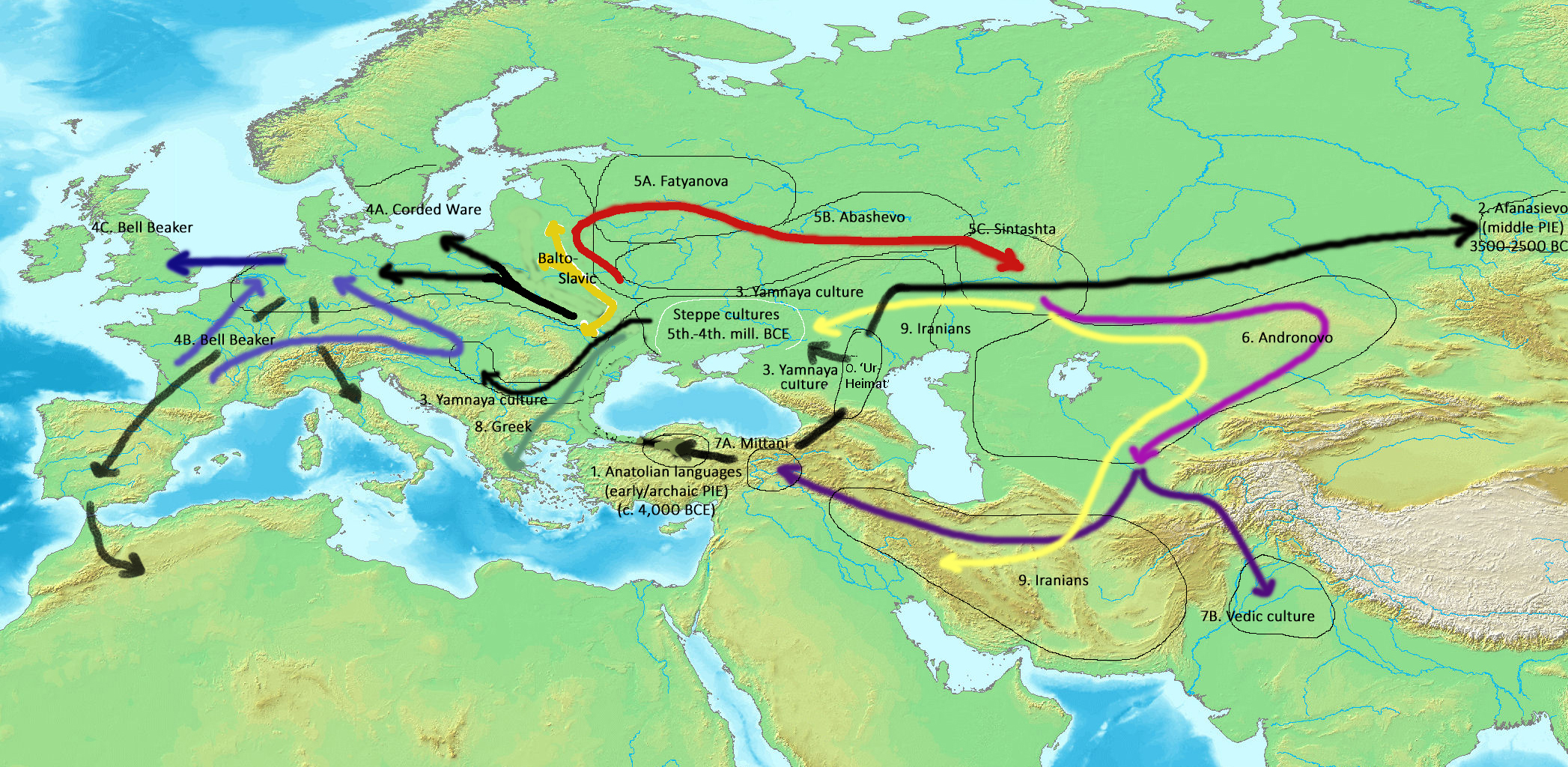
Mapa de les Migracions indoeuropees

Els assentaments prehistòrics a Ucraïna per part dels neandertals estan associats amb els jaciments arqueològics de Molodova (45.000–43.000 aE) que inclouen un habitatge d'os de mamut. S'han descobert i estudiat assentaments gravetians que daten del 32.000 aE al jaciment de la cova Buran-Kaya de les muntanyes de Crimea.
En els últims temps del Neolític, la Cultura Cucuteni-Trypillian es va desenvolupar entre el 4.500 i el 3.000 aE. Els pobladors de l'Edat del Coure de Cucuteni van residir a la part occidental, mentre que els de la Cultura Sredny Stog més cap a la part est. Aquesta darrera va se succeïda per la cultura Iamna ("Kurgan") de l'Edat del Bronze inicial de les estepes, i per la Cultura de les Catacumbes al 3r mil·lenni aE. Un dels tresors mes importants trobats de la cultura Kurgan és el pectoral daurat de Tovstà Mohila. Aquest túmul funerari de Tovsta Mohyla, es troba a l'actual sud d'Ucraïna prop de la ciutat de Pokrov a la regió de Dnipró. Durant l'edat del ferro, aquests pobles van ser seguits pels dacis, cimmeris (cultura de Novotxerkassk), escites i els sàrmates. Els escites vam romandre a la zona entre el 750 fins al 250 aE.

Colònies gregues al llarg de la costa nord del mar Negra al segle V aE.

Les ciutats estat gregues van establir per primera vegada colònies al llarg de la costa del mar Negre de Crimea al segle VII o VI aC. als voltants de l'estret de Kertx, aleshores conegut com el Bòsfor Cimmerià. Les colònies gregues mes importants en aquest indret van ser Panticapea, Feodòsia, Kimmèrikon, Tiritake i Mirmekion. Juntament amb altres colònies gregues antigues fundades al segle vi aC a la riba nord-est del mar Negre, les colònies de Tyras, Olbia i Hermonassa van continuar com a ciutats durant l'Antiga Roma i l'Imperi Romà d'Orient fins al segle vi. L'exèrcit de Darios va sotmetre a diversos pobles tracis, i pràcticament totes les altres regions de la part europea del mar Negre, com ara parts de l'actual Bulgària, Romania, Ucraïna i Rússia, abans del seu replegament a l'Àsia Menor.

Mapa del creixement del Regne del Bòsfor, abans de la seva annexió per Mitridates VI Eupator

El Regne del Bòsfor, va ser un antic estat greco-escita situat a la península oriental de la Península de Taman i a la riba del Taspora, a la costa oriental de Crimea i Bosfor. Va ser el primer estat veritablement "hel·lenístic" en el sentit que una població mixta va adoptar la llengua i la civilització gregues, sota un lideratge aristocràtic.

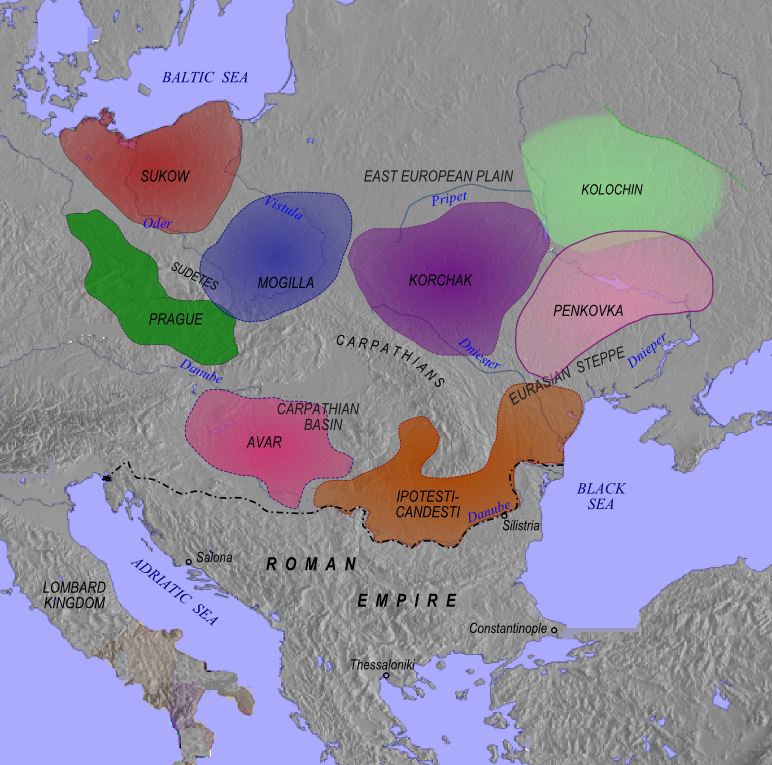
Mapa de cultures protoeslaves a partir del segle V dE

A mitjans del segle I aC, l'estat del Bòsfor es va incorporar com a província romana de Mèsia Inferior del 63 al 68 dC, sota l'emperador Neró, abans de ser restaurat com a regne client romà i a finals del segle II dC el rei Sauromates II va infligir una derrota crítica als escites que va permetre incorporar tots els territoris de Crimea en l'estructura del seu estat.
Al segle III dE, els gots van arribar a les terres de la Ucraïna moderna al voltant de l'any 250–375 dE, que van anomenar Oium, corresponent a la Cultura de Txèrniakhov. Els ostrogots es van quedar a la zona però van passar sota el domini dels huns a partir de la dècada del 370. Al nord del regne ostrogot hi havia la cultura de Kíiv, que va florir entre els segles II i V, quan també va ser envaïda pels huns. Després que ajudessin a derrotar els huns a la batalla de Nedao l'any 454, els romans van permetre als ostrogots establir-se a Pannònia. Entre tant, al nord i cap als segles V-VI dC el poble protoeslau Antes vivia al nord-oest de la Mar Negra. Avantpassats dels ucraïnesos, croats blancs, severians, polans, drevlians, dulebes, ulichians i tiverians que amb la seva migració als Balcans van establir els pobles Eslaus meridionals. Les migracions del nord, que arribaven gairebé al llac Ilmen, van provocar l'aparició dels eslaus ilmen o de Novgorod, els krivitx i els radimitx, els grups ancestrals dels russos.

## Llengua

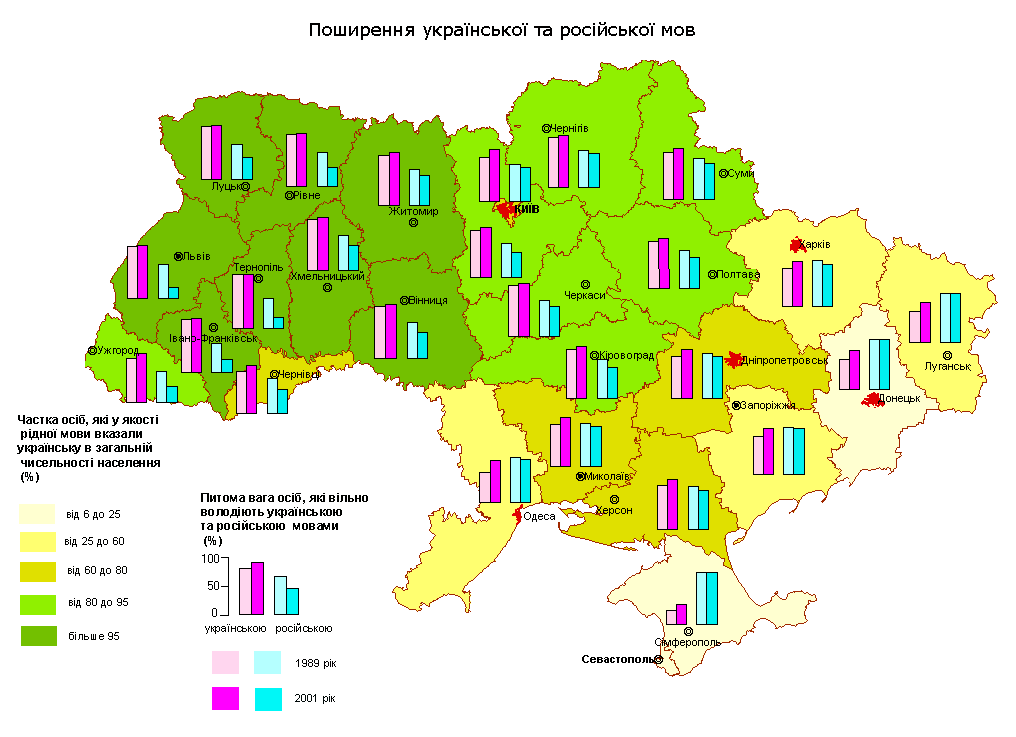
Domini l'ucraïnès (columna lila) i el rus (columna blava) el 1989 i el 2001

L'idioma principal és l'ucraïnès que és una llengua eslava oriental de la família lingüística indoeuropea. És la llengua materna d'uns 40 milions de persones i la llengua oficial de l'estat d'Ucraïna. L'ucraïnès escrit utilitza una variant de l'escriptura ciríl·lica
Els historiadors de la llengua remunten l'origen de la llengua ucraïnesa a l'antic eslau oriental de l'estat medieval primerenc de la Rus de Kíiiv. Després de la caiguda de la Rus de Kíev així com del Regne de Rutènia, la llengua es va convertir en una forma anomenada llengua rutena. Juntament amb el rutè, al territori de l'Ucraïna moderna, la versió de Kíiv (izvod) de l'eslau eclesiàstic també es va utilitzar en els serveis litúrgics. La llengua ucraïnesa ha estat d'ús comú des de finals del segle XVII, associada amb l'establiment de l'Hetmanat cosac. Des del 1804 fins a la Guerra d'Independència d'Ucraïna del 1917-1921, la llengua ucraïnesa va ser prohibida a les escoles de l'Imperi Rus, de les quals la major part d'Ucraïna (Central, Est i Sud) formava part en aquell moment. Sempre ha mantingut una base suficient a Ucraïna occidental, on la llengua mai va ser prohibida fins i tot sota el domini polonès, així com en les seves cançons populars, música ambulant i principals autors destacats. L'idioma ucraïnès estàndard està regulat per l'Acadèmia Nacional de Ciències d'Ucraïna (NANU), especialment pel seu Institut per a la Llengua Ucraïnesa, el Fons d'informació sobre la llengua ucraïnesa i l'Institut de Lingüística Potèbnia. L'idioma ucraïnès conserva un cert grau d'intel·ligibilitat mútua amb el belarús.
Des del 1991, l'ucraïnès és la llengua oficial de l'estat a Ucraïna, i l'administració estatal ha implementat polítiques governamentals per ampliar l'ús de l'ucraïnès als mitjans de comunicació i al comerçi sistema educatiu. En alguns casos, el canvi brusc de la llengua d'ensenyament a les institucions d'educació secundària i superior ha comportat els càrrecs d'ucraïnització, plantejats sobretot per la població de parla russa. Aquesta transició, no va estar exempta de la majoria de les controvèrsies sorgides durant la desrussificació de les altres antigues repúbliques soviètiques.

## Literatura
La literatura ucraïnesa es va desenvolupar principalment amb la dominació estrangera sobre els territoris ucraïnesos. El domini estranger de la Confederació de Polònia i Lituània, Segona República Polonesa, l'Imperi Rus, Regne de Romania, Imperi Àustrohongarès i l'Imperi Otomà, va enriquir la literatura d'aquest país afavorint un ric patrimoni literari.
Abans del segle xviii els escritpros escrivien en llatí i l'eslau eclesiàstic antic. Entre els autors principals d'aquest periode trobem Hrihori Skovorodà, Yuriy Drohobych, Stanislav Orikhovsky-Roxolan, entre d'altres. A finals del segle XVI i principis del XVII apareixen les èpiques populars anomenades duma. Eren unes cançons que celebraven les activitats dels cosacs com relats orals dels principals esdeveniments històrics d'Ucraïna en llengua ucraïnesa moderna. Ostap Veresai va ser un famós joglar i kobzar de la província de Poltava.
La publicació d'un poema d'èxit Eneida d'Ivan Kotliarevsky el 1798, és un dels primers exemples d'una obra literària impresa escrita en llengua ucraïnesa moderna. Sovint se'l coneix com "el pare de la literatura ucraïnesa". La prosa ucraïnesa moderna va ser inaugurada per la novel·la Marusya (1834) de Hryhorii Kvitka-Osnovianenko.
L'escriptora ucraïnesa Iryna Vilde, pseudònim de Daryna Dmytrivna Makohon, va néixer el 5 de maig del 1907 a Czernowitz (Txernivtsi), durant la monarquia austrohongaresa i va morir el 30 d'octubre de 1982 a Lviv. Entre el 1930 i el 1939 va publicar contes i novel·les sobre la vida de la intel·lectualitat ucraïnesa occidental, la petita burgesia i els estudiants. La seva obra conté un gran nombre de personatges de tots els estrats públics de l'aleshores Galtsia, i es indispensalbe per coneixèr la societat ucraïnesa del moment.
Com a part de la Gran Ruptura, el modernisme a la literatura ucraïnesa va ser eliminat per la repressió sistemàtica de Joseph Stalin, amb polítiques de Korenització i ucraïnització vers escriptors i poetes que, sota les polítiques posteriors al 1917 impulsant el que es reconeix com a Renaixement executat.A partir de llavors es manté la censura, la russificació de la producció literària amb el realisme socialista oficial, només trencats per la diàspora ucrainesa. Durant la Perestroika i el subsegüent col·lapse de la Unió Soviètica, accelerat amb el desastre de Txernòbil, es produirà una renovació amb escriptors com Valeriy Shevchuk amb la seva prosa psicològica, i autors que cultiven una prosa semblant al realisme màgic com Vasyl Zemlyak i Volodymyr Drozd. L'Ucraïna moderna també té un nombre important d'escriptors russòfons, que tenen èxit especialment en els gèneres de la ciència-ficció i la literatura fantàstica.

## Educació

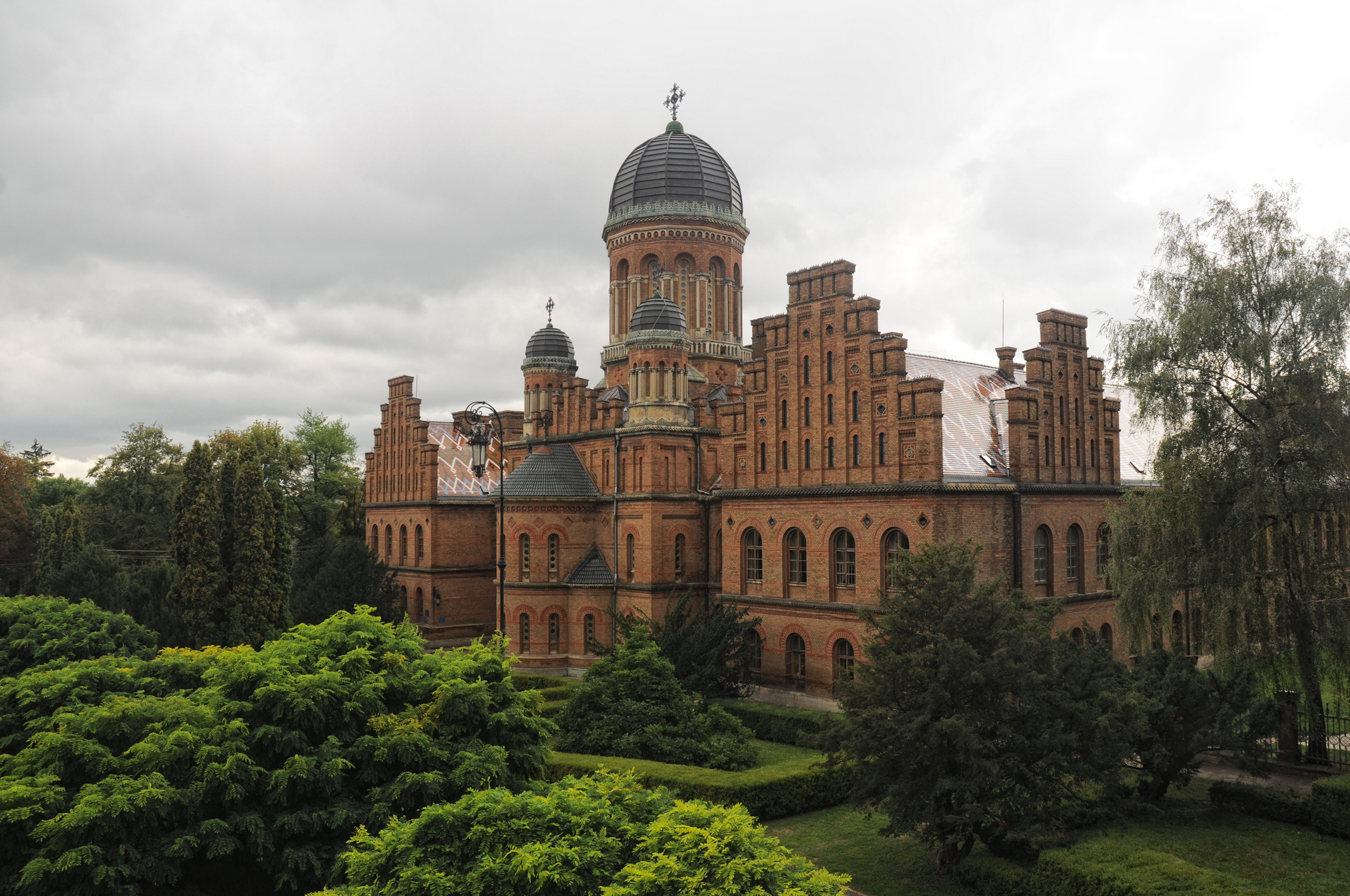
Universitat de Txernivtsi.

El sistema educatiu d'Ucraïna s'organitza en cinc nivells: educació infantil, primària, secundària, secundària superior i postgrau. Les escoles reben el 50% del seu finançament del pressupost municipal i el 50% del pressupost del govern estatal.
L'òrganisme Human Rights Measurement Initiative (HRMI) que mesura els drets humans a tot el món constata que Ucraïna està complint el 84,2% dels nivells educatius que hauria de d'acomplir en relació al dret a l'educació, en funció del seu nivell d'ingressos.Des del setembre de 2018, l'educació secundària obligatòria a partir dels 12 es anys substituirà a partir dels 11 anys. Per regla general, l'escolarització comença als 6 anys, tret que l'aniversari es celebri aniversari sigui l'1 de setembre poserior.
L'educació superior a Ucraïna opera diversos nivells, tots regulats pel Ministeri d'Educació i Ciència d'Ucraïna. A principis de 2016, Ucraïna tenia 802 universitats, però el govern té la intenció de reduir aquest nombre a 317. El 2016-17, el nombre d'estudiants a l'educació superior era d'1.586.700. Les primeres institucions d'educació superior van sorgir a Ucraïna a finals del segle XVI i principis del XVII. La primera institució d'educació superior del país va ser l'Escola Ostrozka, o Col·legi grec-eslau-llatí d'Ostrozkiy, similar a les institucions d'educació superior d'Europa occidental de l'època. Es va establir el 1576 a la ciutat d'Ostrog, com a primera institució d'educació superior als territoris eslaus orientals. La universitat més antiga va ser l'Acadèmia Mohyla de Kíev, fundada per primera vegada el 1632 i el 1694 reconeguda oficialment pel govern de la Rússia Imperial com a institució universitària. Entre els centres més rellevants hi trobem la Universitat de Lviv, fundada el 1661. Al segle xix es van crear més institucions educatives, començant per les universitats de Khàrkiv (1805), Kíiv (1834), Odessa (1865) i Txernivtsí (1875) i diverses institucions professionals d'educació superior, per exemple: Institut Històric i Filològic de Nizhyn, fundat el 1805, un Institut Veterinari (1873) i un Institut Tecnològic (1885) a Khàrkiv, un Institut Politècnic de Kíiv (1898) i una Escola Superior de Mines (1899) a Katerynoslav, actual Dnipró. Va seguir un ràpid creixement educatiu durant el període soviètic. El 1988, el nombre d'institucions d'educació superior va augmentar a 146 amb més de 850.000 estudiants. La majoria de les institucions educatives establertes després del 1990 són gestionades per organitzacions privades.

## Arts visuals i ornamentals

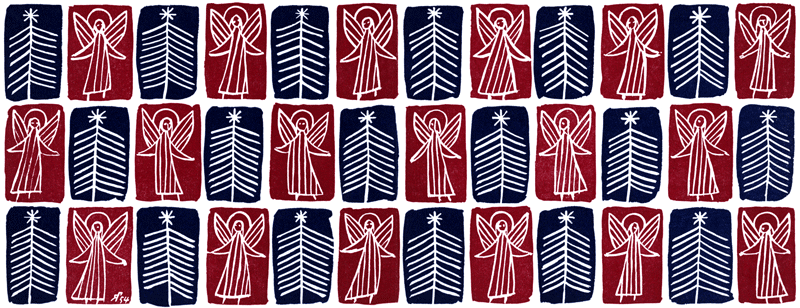
Targeta de Nadal de Jacques Hnizdovsky

Amb la introducció del cristianisme al segle X, les diverses formes d'art romà d'Orient com l'arquitectura, mosaics, frescos, il·luminació de manuscrits i pintura d'icones es van estendre ràpidament i van romandre com les formes d'art dominants fins al segle XVI. Els mosaics i els frescos de les esglésies de Kíiv, sobretot la Catedral de Santa Sofia (segles XI–XII) i les icones de l'escola més distintiva ucraïnesa de Galítsia (segles XV–XVI) són especialment rellevants. Algunes esglésies d'aquest període, van ser enderrocades per les autoritats soviètiques als anys trenta, i només les protestes internacionals van salvar Santa Sofia de la mateixa sort.
Els motius d'ornamentació i disseny ucrainesos estan impregnats d'un significat simbòlic, ritual i religiós. Des dels manuscrits il·luminats de l'Evangeli de Peresopnytsia fins als detalls complexos dels famosos pysanka (ous de pascua) i vytynanky (paper tallat) tenen un significat antic. Gran part de la història oral es va perdre durant els darrers 300 anys de russificació d'Ucraïna quan es van prohibir la cultura i la llengua ucraïneses. Organitzacions com el Museu Ivan Honchar, Museu Pysanka i el Museu Ucraïnès tenen per objectiu la preservació històrica nacional. Les diferents regions d'Ucraïna tenen la seva pròpia ornamentació tradicional amb una variació d'estil i significat. Es poden veure alguns exemples a pintura Petrykivka, l'arquitectura ornamental, brodats ucraïnesos i motius tèxtils de diverses regions històriques d'Ucraïna.

### Pintura i escultura modernes

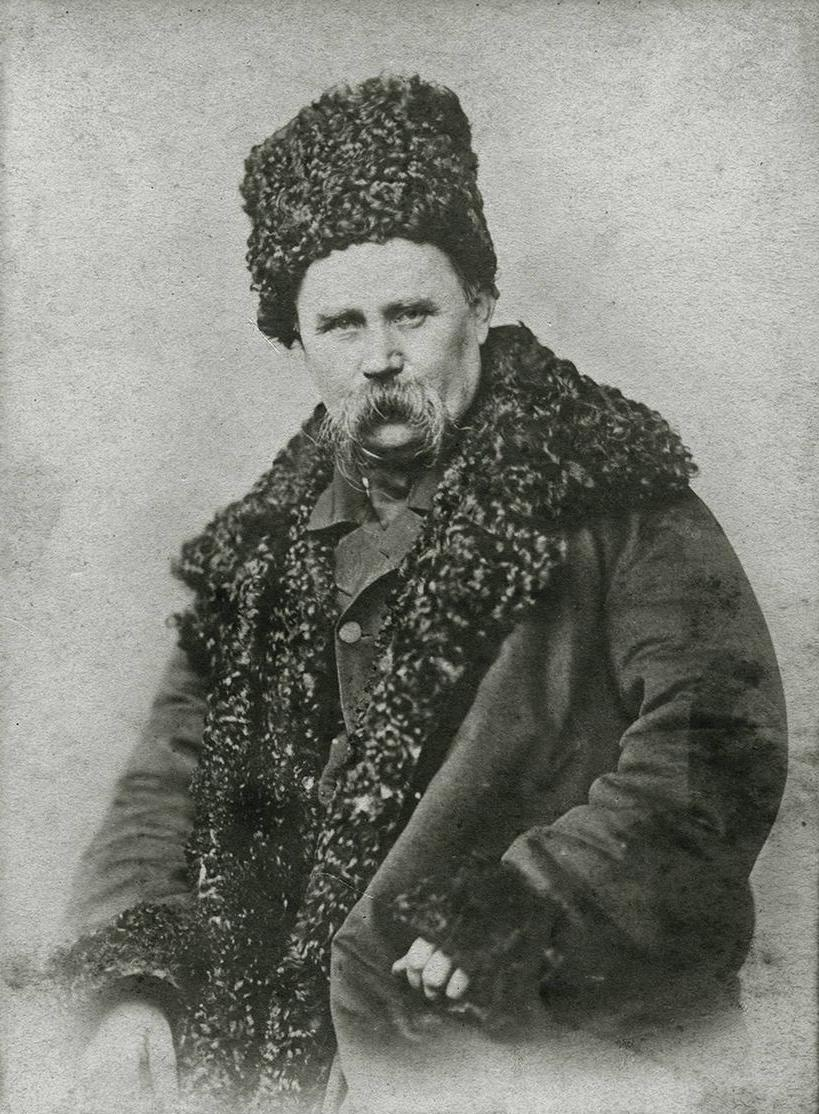
Taras Xevtxenko, fotografiat per Andrey Denyer, c. 1859

Els artises ucraïnesos han estat sovint vectors de transmissió de les tendències artístiques occidentals cap a la resta de pobles eslaus, especialment cap a Rússia des del segle XVIII. Entre finals del segle xviii i principis del XIX, l'escultor i rector de l' Acadèmia de les Arts de Sant Petersburg, d'origen ucraïnès, Ivan Martos, i els retratistes d'origen ucraïnès Dmytro Levytsky i Volodymyr Borovykovsky van ser entre les principals figures de l'escola de pintura clàssica que es conduïa dins l'Acadèmia Imperial de les Arts de Sant Petersburg.
El classicisme i el realisme emergent del segle xix els exemplifica millor el poeta-pintor Taras Xevtxenko. Els nous moviments artístics són evidents en l'obra de pintors del segle xix com els impressionistes Ivan Trush, Mykola Buracheki Aleksander Murashko. El postimpressionista Mykola Hlushchenko; i els expressionistes Oleksander Novakivsky, Alexis Gritchenko, i Anatoly Petrytskyvan encapçalar l'avantguarda ucraïnesa.
La breu renovació de la independència d'Ucraïna el 1918 va afavorir encara més tendències avantguardistes que reflectien un ressorgiment de les tradicions nacionals ucraïneses. Es van desenvolupar dues escoles: en pintura, amb el monumentalisme de Mykhaylo Boychuk, Ivan Padalka i Vasyl Sedliar, que consisteix en una barreja d' estils romano-orientals ucraïnesos i del primer Renaixement; i, en les arts gràfiques, el neobarroc de Heorhii Narbut. L'experimentació modernista va acabar a la Ucraïna soviètica als anys trenta, però, quan ambdues escoles van ser suprimides i el realisme socialista es va convertir en l'únic estil oficialment permès.
L'avantguarda ucraïnesa es va rejovenir després de les campanyes de desestalinització del líder soviètic Nikita Khrusxov a finals dels anys cinquanta. Aquesta consistia principalment en expressionistes que volien il·lustrar la tràgica història moderna d'Ucraïna. Els artistes Alla Horska, Opanas Zalyvakha i Feodosy Humenyuk, que en formaven part van ser novament suprimits per les autoritats soviètiques als anys setanta i vuitanta.
Alguns artistes ucraïnesos han guanyat un renom considerable a Occident, destacant noms com Gritchenko, que va començar amb el cubisme i després va passar a una forma dinàmica d'expressionisme, i el pintor i gravador Jacques Hnizdovsky, que va desenvolupar un estil simplificat de realisme. L'escultor Alexander Archipenko va ser un dels pioners del cubisme que més tard va experimentar amb el constructivisme i l'expressionisme, esdevenint una figura important de l'art europeu del segle XX.

### Arquitectura
L'estil propi d'arquitectura popular, ucraïnesa són les esglésies de fusta, basat en les tradicions locals i el coneixement transmès a través de generacions. Les primeres esglésies ortodoxes orientals estaven fetes principalment de fusta, i la forma més senzilla d'església es coneixia com a església cel·lular. La major part han deixat d'existir però es troben parcialment recuperades en espais com el Museu d'Arquitectura Popular i Forma de Vida de UcraÏna Diniéper (Naddnipryashchyna) es troba a Pereiàslav. El sistema de museus a l'aire lliure conté 13 museus temàtics, 122 exemples d'arquitectura nacional i més de 30.000 objectes culturals històrics. El Museu d'Acabats Decoratius és un dels museus destacats que conserva l'obra de les arts decoratives i arquitectòniques de l'arquitectura ucraïnesa. Els acabats decoratius utilitzen patrons de disseny tradicionals antics.
En l’època medieval l'arquitectura eclesiástica es la mes representativa dels eslaus orientals després de l'adopció del cristianisme l'any 988. L'estil arquitectònic de l'estat de la Rus de kiiv, que es va establir ràpidament, va estar fortament influenciat per l'art romà d'Orient. Les catedrals principals sovint presentaven desenes de petites cúpules, que va induir a plantejar-ho com un indici de l'aparició de temples eslaus pagans precristians.
Entre els exemples d’esglésies que han sobreviscut fins als nostres dies hi trobem Santa Sofia de Kíiv, registrada antigament l'any 1017, l'Església del Salvador a Berestove,construïda entre 1113 i 1125; i l'Església del Monestir de Sant Ciril, ca segle XII. Totes a Kiiv. No obstant això, en el transcurs dels segles XVI-XVIII, moltes van ser reconstruïdes exteriorment a d’acord amb l'estil barroc ucraïnès. Aquesta tradició va continuar als principats de Galítsia-Volínia i més tard al Gran Ducat de Lituània. Durant l'època dels cosacs de Zaporoges, es va desenvolupar un estil únic a Ucraïna sota les influències de la Confederació polonesa-lituània
Es van reconstruir diversos edificis a finals del segle xix, com la catedral de l'Assumpció a Volodimir, construïda el 1160 i reconstruïda el 1896-1900, l'església de Paraskevi a Chernihiv, construïda el 1201 amb reconstrucció feta a finals de 1940 i la Porta Daurada de Kíiv, construïda el 1037 i reconstruïda el 1982.
El barroc ucraïnès va sorgir durant l'era Hetmanat cosac dels segles XVII-XVIII. L'arquitectura barroca ucraïnesa, representativa de l'aristocràcia cosaca, i es diferencia del barroc d'Europa occidental perquè els seus dissenys eren més constructivistes, tenien una ornamentació més moderada i eren formalment més senzills. Exemples famosos d'arquitectura barroca ucraïnesa son el Conjunt monàstic de Kíevo-Petxersk, el Monestir de Vydubychi i el monestir Lavra de Potxàiv. Durant el govern d'Ivan Mazepa (1639-1709) les arts barroques d'Ucraína van experimentar el seu major desenvolupament.
Amb la integració a l'Imperi Rus, els arquitectes russos van tenir l'oportunitat de realitzar els seus projectes en moltes de les regions ucraïneses. Bartolomeo Rastrelli arquitecte reial de la cort russa va portar a terme projectes com l'Església de Sant Andreu de Kiiv (1747–1754), o el Palau Mariinskyi, aquest darrer construït com a residència d'estiueig de l'emperadriu Elisabet I de Rússia. Durant al guerra amb l’Imperi Otomà, el Kanat de Crimea es va annexionar tot el sud d'Ucraïna i Crimea. Aquestes terres rebatejades com a Nova Rússia van ser colonitzades i es van fundar noves ciutats com Mikolaiv, Odessa, Kherson i Sebastòpol que van permetre incorporar notables edificisa l'arquitectura imperial russa.
Durant el periode de la Ucraïna Soviètica es desenvolupen models d’arquitectura constructivista a la nova capital Khàrkiv. L’exemple mes paradigmàtic es la Plaça Dzerzhinsky (1926), actual Plaça de la Llibertat. A partir del 1934 la capital torna a Kiiv, es desballesten diferents edificis religiosos anteriors i es reforcen altres com l’edifici del Comitè Central del Partit Comunista d'Ucraïna, actual Ministeri d’afers estrangers; i l’Edifici del Parlament (Verkhovna Rada) 1936-1938.  

### Teixits i vestuari tradicional

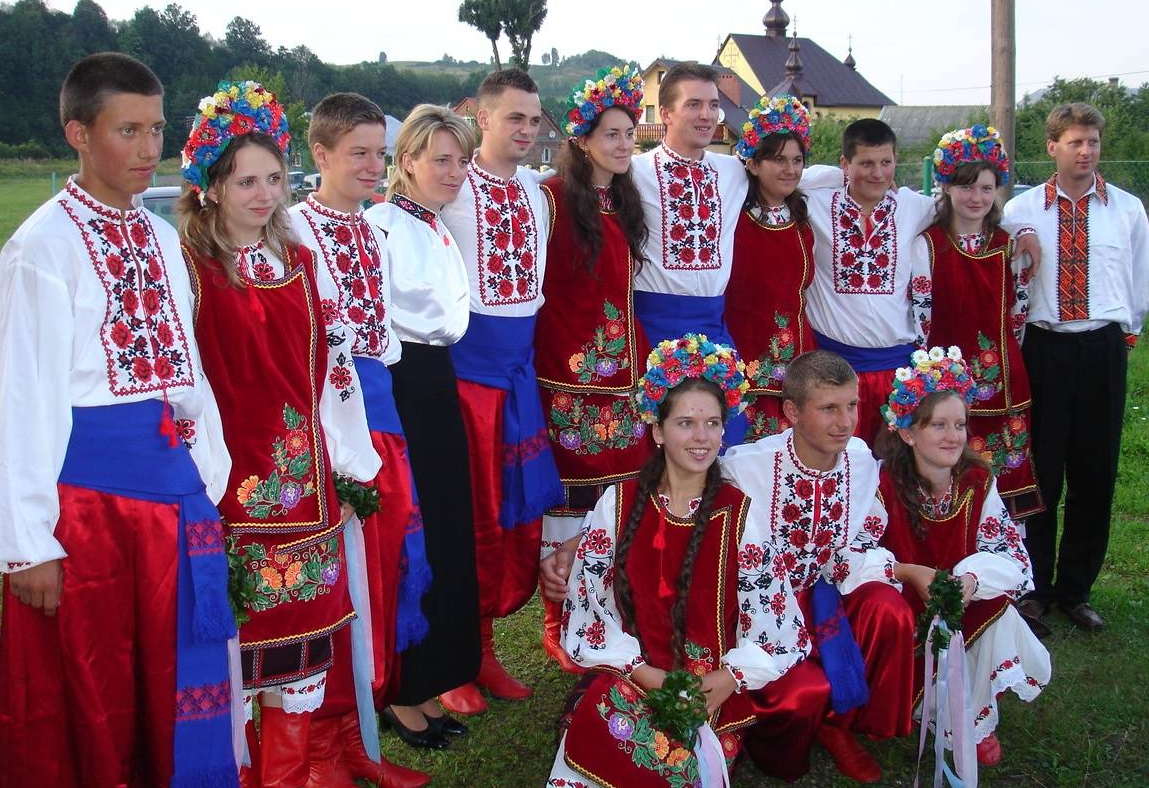
Ucraïnesos amb vestit nacional

Les arts tèxtils artesanals tenen un paper important en la cultura ucraïnesa, especialment en els vestits tradicionals ucraïnesos. El teixit i l'encaix de punta del brodat ucraïnès s'utilitzen en la indumentària tradicional i en les celebracions tradicionals. El brodat ucraïnès varia segons la regió d'origen, i els dissenys tenen una llarga història de motius, composicions, elecció de colors i tipus de punts. L'ús del color és molt important i té arrels en el folklore ucraïnès. Els motius de brodat trobats a diferents parts d'Ucraïna es conserven al Museu Rushnyk de Pereiàslav.
El vestit nacional compta amb un teixit molt decorat. La teixidura amb telers fets a mà encara es practica al poble de Krupove, situat a l'oblast de Rivne. El poble és el bressol de dues personalitats famoses en el marc de la fabricació artesanal nacional. La Nina Myhailivna i Uliana Petrivna compten amb un reconeixement internacional. Per tal de preservar aquests coneixements tradicionals, el poble té previst obrir un centre local de teixits, un museu i una escola de teixits.
L'emblemàtica camisa o brusa brodada, la vyshyvanka, és la part més reconeixible del vestit nacional ucraïnès, i fins i tot té la seva pròpia celebració pública al maig. Per als homes, el vestit tradicional també inclou kozhukh, kontusz, żupan i sharovary. Per a les dones, el vestit tradicional compren la kozhushanka, ochipok per a les dones casades i la corona ucraÏnesa per a les noies solteres. Les peces es fabriquen amb un disseny estructural elaborat, complicades tècniques de teixit, brodats extensos i costura de tall.

## Arts escèniques

### Dansa

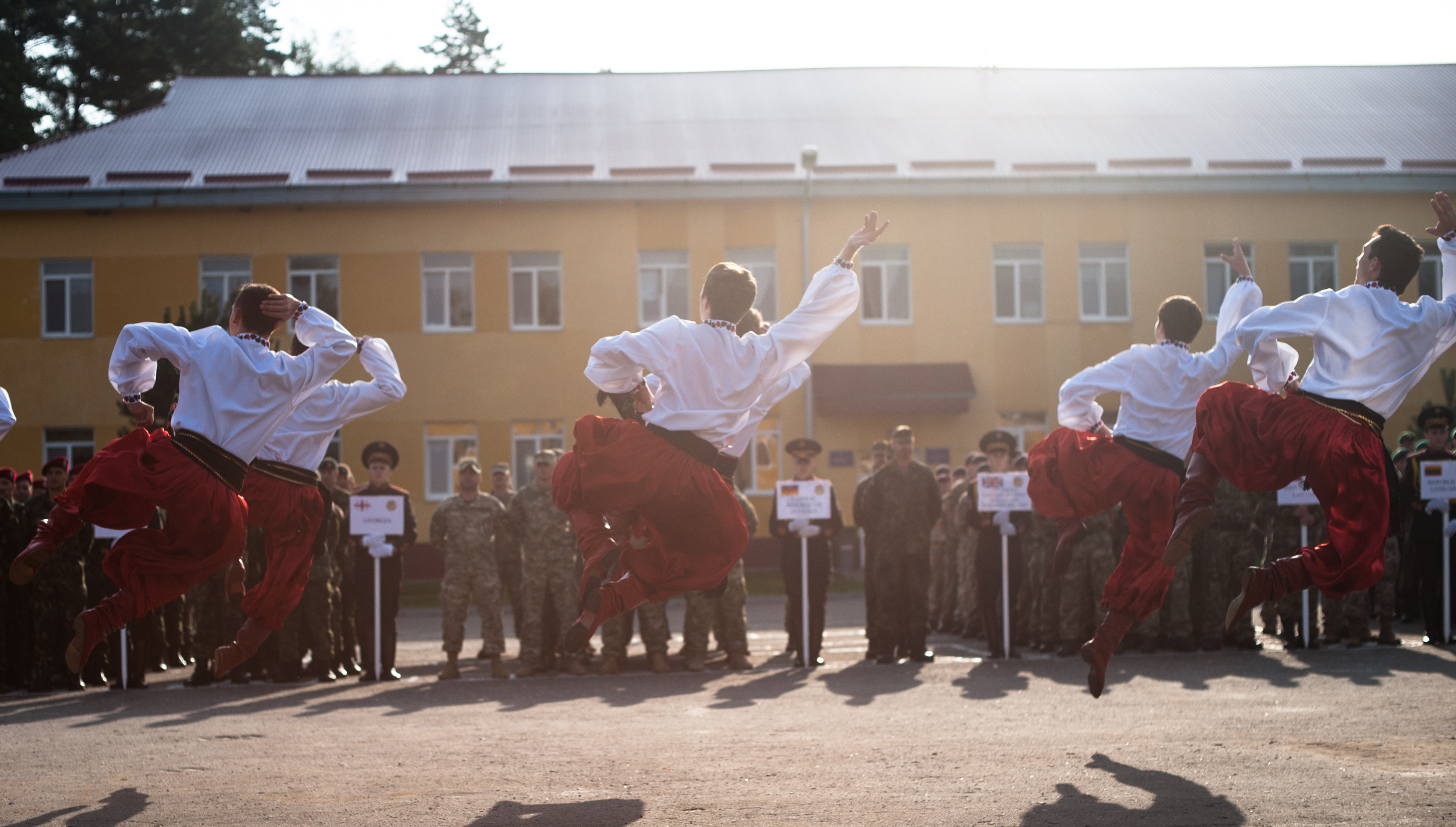
L'Hopak sovint es coneix popularment com la "Dansa Nacional d'Ucraïna".

Entre les danses tradicionals mes populars a Ucraïna provenen de pobles rurals cosacs. Els principals gèneres de dansa de la dansa popular ucraïnesa són la dansa rodona o dansa en cercles, com un dels tipus més antics d'art de la dansa popular, l'actuació del qual s'associa amb ritus del calendari, i les danses corrents, que inclouen la metelitsa, hopak, kozachok, hutsulka, kolomyika, square dance i la polca.
Un estil de ball ucraïnès s'anomena Kalyna. Es tracta d'una dansa de salutació en la qual hi participen tant homes com dones. Les dones porten vestits de colors, de vegades amb una túnica de colors sòlids i davantal a joc, i sota una faldilla oberta, i per sota una faldilla blanca amb una vora brodada que hauria d'arribar a una polzada. Tradicionalment, la dona porta un tipus de botes de cuir vermelles per ballar. També porten una peça de capçal de flor: vinok, que és una diadema coberta de flors i té llargues cintes que cauen a l'esquena i salten quan ballen, amb collarets de corall vermell senzill. És lenta i respectuosa, on les dones s'inclinen davant el públic i es presenten amb pa amb sal sobre un drap i flors.
Els homes porten pantalons amples de color blau, blanc, negre o vermell, i una camisa blanca o negra brodada al coll i a l'estómac. Per sobre de la camisa de vegades porten una armilla ricament brodada. Al voltant de la cintura porten una faixa gruixuda amb extrems serrells. Com les dones, porten botes, que poden ser negres o blanques a més de vermelles.

### Cinema

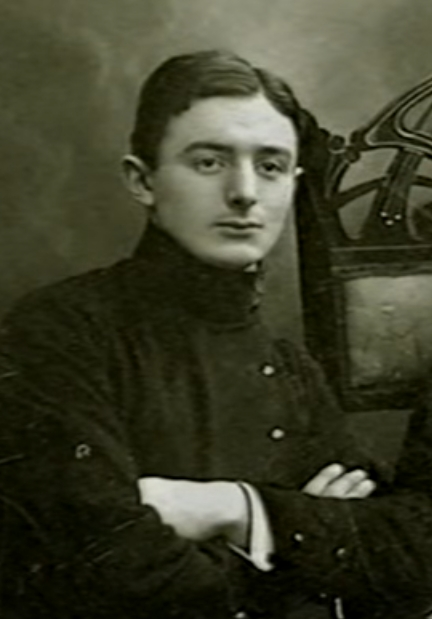
David (Dziga Vertov) Kaufman, fotografiat pel seu germà Moisey (Mikhail)

El Cinema d'Ucraïna ha tingut una gran influència a la història del cinema. Entre els directors ucraïnesos més destacats hi ha Oleksandr Dovjenko, Dziga Vértov i Serguei Paradjànov. Dovzhenko és citat sovint com un dels primers cineastes soviètics més importants, a més de ser un pioner de la teoria del muntatge soviètic i de fundar els Estudis Cinematogràfics Dovzhenko. El 1927, Dziga Vertov es considera un dels màxims representants del que es coneix com a cinema veritat. El 1927 es va traslladar de Moscou a Ucraïna i a l'estudi cinematogràfic VUFKU va realitzar diversos documentals d'avantguarda, entre ells L'onzè any, L'home de la cambra (Txelovek s kinoapparàtom)i el primer documental ucraïnès sonor Entusiasme (Sinfonia del Donbàs). Paradzhanov va ser un director de cinema i artista armeni que va fer importants contribucions al cinema ucraïnès, armeni i georgià; va inventar el seu propi estil cinematogràfic, el cinema poètic ucraïnès, que estava totalment allunyat dels principis rectors del realisme socialista.
Tot i una història de produccions importants i reeixides, la indústria s'ha caracteritzat sovint per un debat sobre la seva identitat i el nivell d'influència russa i europea. Els productors ucraïnesos participen activament en coproduccions internacionals, mentre que els actors, directors i equip ucraïnesos apareixen regularment en pel·lícules russes. Algunes pel·lícules d'èxit s'han basat en persones, històries o esdeveniments ucraïnesos, com El cuirassat Potemkin, L'home amb la càmera i Tot està il·luminat.

### Teatre

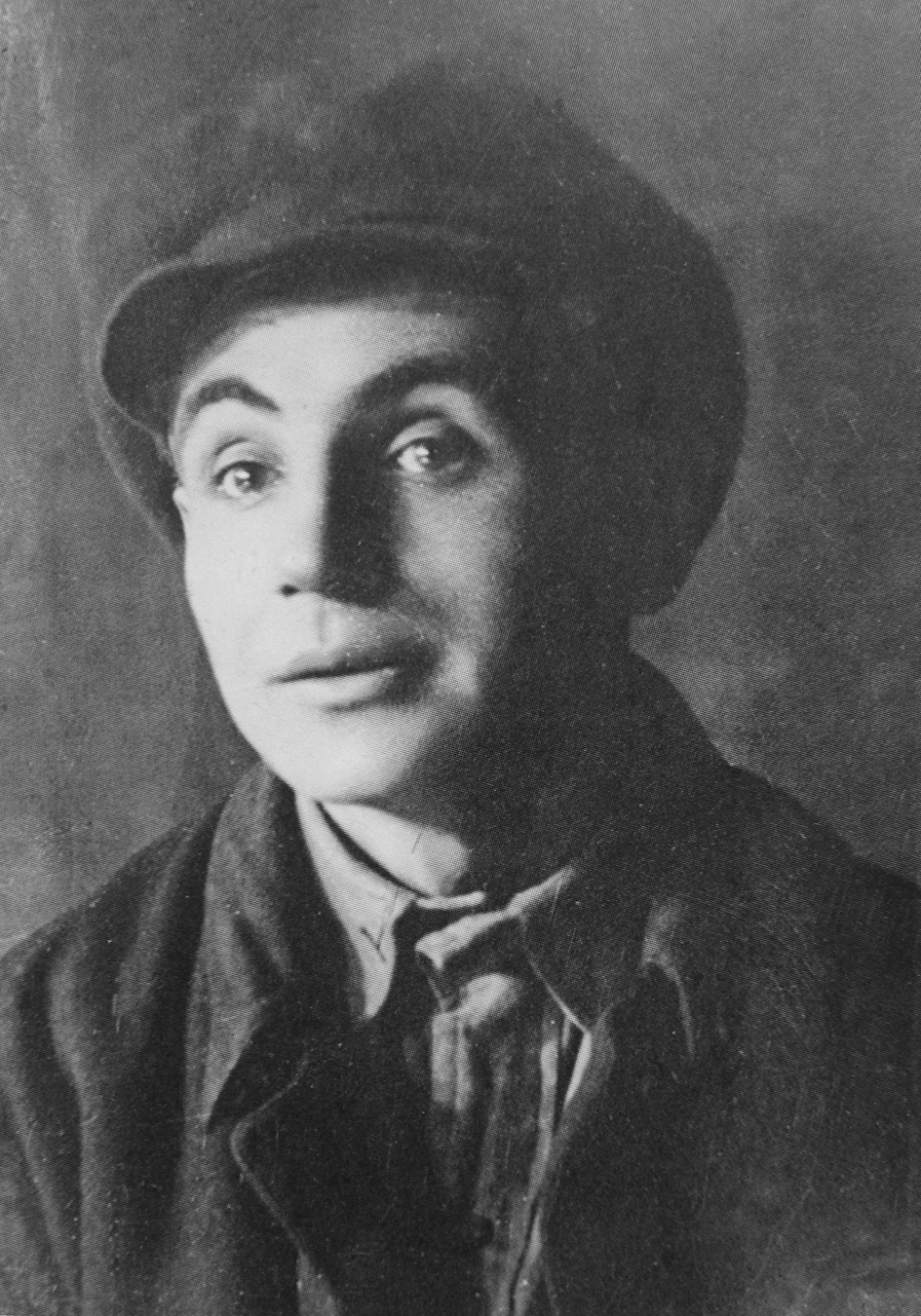
Les Kurbas,director teatral i de cinema considerat com el millor director de teatre del d'UcraÏna.

Les primeres obres teatarls es remunten al segle xi, quan al territori d'Ucraïna van representar artistes coneguts a la història com Skomoroj. També hi havia drames religiosos basats en les tradicions de l'església local. Als segles xvi i XVII, es representaven drames religiosos a les escoles i universitats de Kíiv, Lviv, Ostroh. Als segles XVII i XVIII es va fer molt popular el vertep, una mena de teatre de titelles, sobretot durant les festes de Nadal.
El primer teatre estable d'Ucraïna es va obrir a Khàrkiv el 1789, i el 1795 a Lviv, que en aquell moment formava part de l'Imperi Austríac. Els teatres estables a la resta d'Ucraïna es van obrir més tard, quan ja existien grups teatrals i actuaven "a la carretera". Tanmateix, a principis del segle xix es van començar a veure teatres a Kíiv (1806), a Odessa (1809), a Poltava (1808).
El fundador del drama clàssic ucraïnès és Ivan Kotliarevski, que va dirigir el Teatre Poltava, mentre que Hryhoriy Kvitka-Osnovyanenko es va convertir en el fundador de la prosa artística en la literatura ucraïnesa moderna. El burlesc i l'expressivitat lligada a l'encant i l'humor que caracteritzen les obres d'aquests dos artistes que van fixar durant molt de temps el teatre acadèmic a Ucraïna. A la segona meitat del segle xix, el teatre amateur es va fer popular a Ucraïna. Va ser en aquests cercles d'aficionats on van començar la seva carrera trobem els següents actors i directors: Mykhailo Starytsky, Marko Kropyvnytsky i Ivan Karpenko-Kary. La principal estrella femenina del teatre ucraïnès en aquella època va ser Maria Zankovetska. En la dècada dels 20 del segle xx famosos escriptors ucraïnesos com Mykola Kulich i Volodímir Vinnitxenko son represenats en els escenaris del país. Les Kourbas és considerat el director intèrpret de teatre ucrainià mes important del segle XX. Va formar part, juntament amb Vsévolod Meierhold, Yevgueni Vajtángov de l'avantguarda ucraïnesa a les dècades de 1920 i 1930 i se'l considera com les figures principals del Renaixement afusellat.

## Música
La música clàssica ucraÏnesa neix amb el barroc, la música era una disciplina important per a aquells que havien rebut una educació superior a Ucraïna. Va tenir un paper important en el currículum de l'Acadèmia Kíiv-Mohyla. Gran part de la noblesa era versada en la música i molts líders cosacs ucraïnesos com Mazepa, Paliy, Holovatyj, Sirko eren intèrprets de kobza, bandura o torban. En el transcurs del segle xviii a l'Imperi Rus, els músics de la cort es formaven normalment a l'acadèmia de música de Hlukhiv (1738). Els intèrprets notables de l'època són Tymofiy Bilohradsky i Alexei Razumovsky.
Durant el periode del nacionalisme musical del XIX, associat al creixement de la consciència nacional dels pobles europeus, va aparèixer un moviment nacionalista ucraïnès en la música. L'obertura dels primers teatres professionals a Kíiv (1803) i Odessa (1810), que van posar en escena obres de temàtica nacional, va tenir un paper important en la formació de l'òpera ucraïnesa. el primer dels quals va ser Zaporozhets za Dunayem de Semen Hulak-Artemovsky (1863). Una figura clau en el desenvolupament de la música nacionalista ucraïnesa durant el segle xix va ser el compositor, director i pianista Mikola Líssenko, al qual se li atribueix l'establiment d'una tradició de música clàssica, barreja de música popular i música clàssica. L'obra de Lísenko va ser continuada per compositors, com Mikola Leontòvitx, Kirilo Stetsenko, Yakiv Stepovy i Stanyslav Lyudkevych.
Durant la Guerra de la Independència d'Ucraïna es crea l'Orquestra Simfònica Nacional d'Ucraïna (1918), la Capella Estatal d'Ucraïna i el Cor Kobzar. L'òpera de Kíiv va rebre el nom de teatre de l'Òpera Nacional d'Ucraïna, L'art ucraïnès durant el periode estalinista esta marcat per la pressió vers la musica tradicional de bandures i kobzars, amb assassinats com el del músic i etnògraf Hnat Khotkevych del 1938. Les autoritats soviètiques van obrir diverses institucions musicals a diverses ciutats com teatres i d'òpera i ballet a Khàrkiv (1925), Poltava (1928), Vinnitsia (1929), Dnipró (1931) i Donetsk (1941). Alguns compositors d'aquest periode son Reinhold Glière, Borys Lyatoshynsky, Lev Revutsky, Mykola Vilinsky, Anatoliy Kos-Anatolsky, Andriy Shtoharenko, Mykola Dremliuha, o Vitaly Kyreyko. En l'etapa de les avantguardes dels 60es destaquen compositors com Valentyn Silvestrov, Leonid Grabovsky, Vitaliy Godziatsky i Volodymyr Guba. La figura central d'aquest grup era el director d'orquestra Igor Blazhkov. A les dècades de 1970 i 1980, es desenvolupa un estil romàntic tardà tradicional amb compositors com: Miroslav Skorik, Yevhen Stankovych, Ivan Karabyts, Lev Kolodub i artistes com Virko Baley que formen part de la coneguda diàspora ucraïnesa.
Després de la independència d'Ucraïna, es produeix una ruptura també a la música promovent-se diferents estils i gèneres musicals abans silenciats. Es van establir festivals de música d'avantguarda com ara el Festival de música de Kíiv, Kontrasty, Dos Dies i Dues Nits de Música. Entre els compositors d'aquesta nova generació: Oleksandr Kozarenko, Volodymyr Runchak, o Hanna Havrylets. Alla Zahaikevych es la màxima representant de la música electrònica. Mes recentment compositors com Mariana Sadovska, Roman Turovsky, Dakha Brakha, les Filles de Dakh, Kostyntyn Chechenya, Vadym Borysenko estan en actiu a l'escena internacional, i altres fora del pais com Volodymyr Smishkevych, Julian Kytasty, han anat conservant la música ucraïnesa tradicional de l'època medieval, renaixentista i barroca 

### Música Popular Ucrainesa

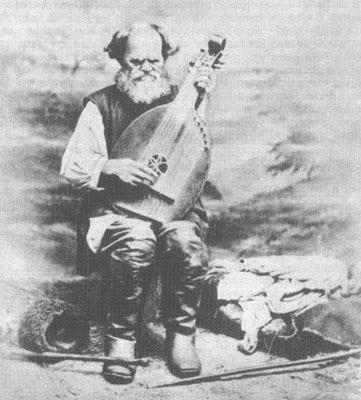
Ostap Veresai, un dels millors exponents de la Duma al. tocant el kobza (Bandura).

La música ucraïnesa ha estat predominantment vocal i polifònica des de l'arribada d'aquest estil a la música litúrgica ortodoxa al segle XVI. Durant molt de temps els músics de la cort del tsar i dels cors ortodoxos eren ucraïnesos. Ucraïna es va trobar a la cruïlla d'Àsia i Europa i això es reflecteix en la música folk en una barreja de cant melismàtic amb harmonia d'acords que no sempre s'ajusten a les regles de l'harmonia d'Europa occidental. Sovint es barregen els acords occidentals amb elements arcaics pagans o animistes.
Entre d'altres es conserven les cançons rituals monòdiques recitatives de shchedrivka, com Chtchedryk; les melodies rituals líriques de la Pasqua (hayivky), el casament (Vessilia, o ladkannya) de la sega; cançons rituals de primavera Vesnianka; cançons d'estiu de Kupalsky; cançons paralitúriques de koliadka; cançons rituals holosinnya a capella; les llargues cançons èpiques de Bilina; les cançons dels cosacs dumy o duma -en particular els cosacs Mamai-; cançons en solo acompanyades de músics ambulants kobzar o lirnyky com el famós Ostap Veressaï. També trobem els cants èpics de la Duma acompanyats de la bandura, kobza o lira (lirnyk); cants a capella en solitari amb resposta coral (polifonia/heterofonia/harmonia). i els interludis instrumentals tocats a la trembita als hutsuls durant les celebracions rituals de naixement, matrimoni o mort. Els troista muzyka són grups de músics formats típicament per un violí, un cimbal i un tambor. Les danses típiques sovint acompanyades de cant són: Kozak, Kazatchok, Tropak, Hopak, Hrechanyky, Kolomyika, Hutsulka, Metelitsa, Shumka, Arkan, Kateryna, la Mantovana i Chabarashka.

## Museus i biblioteques

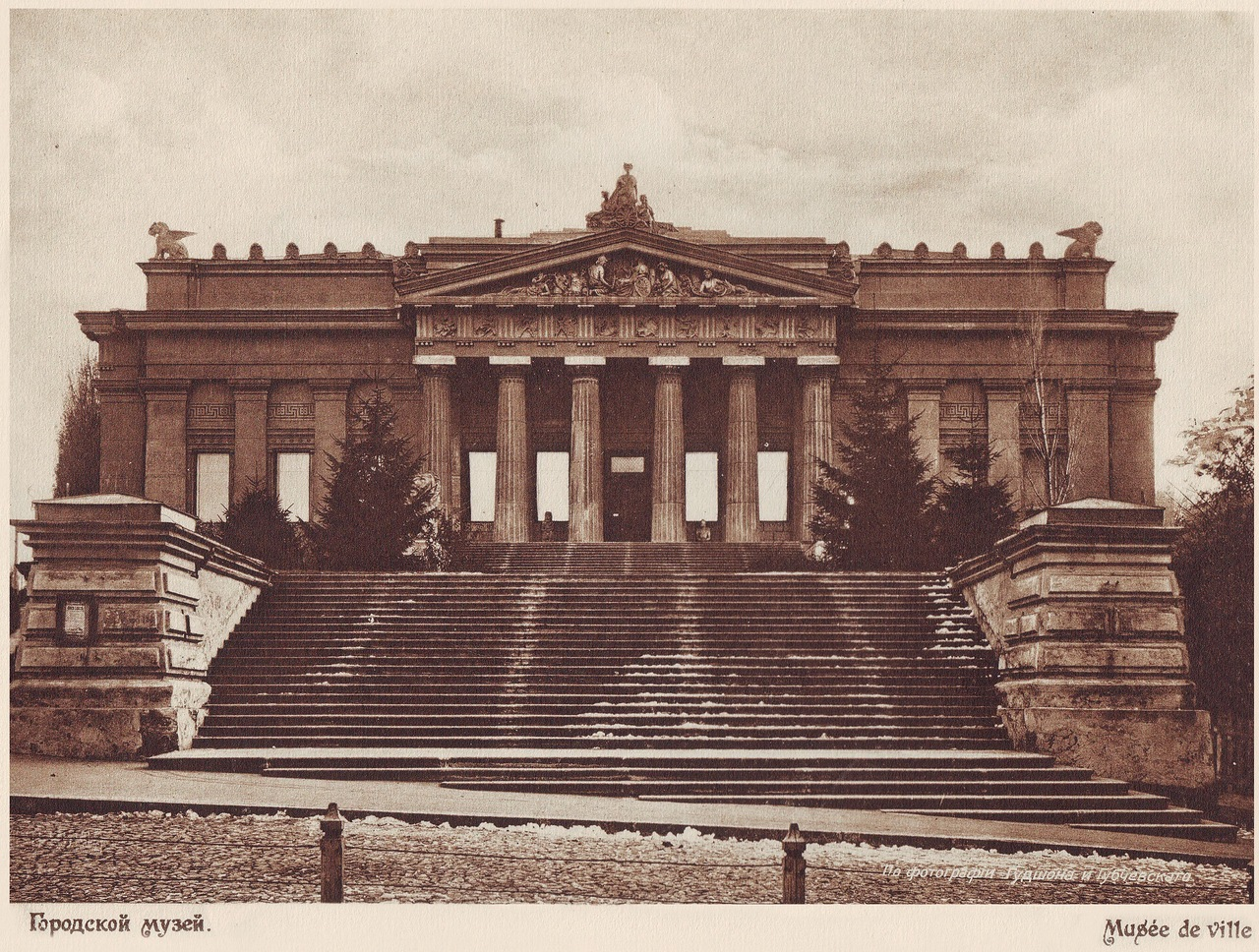
Museu Nacional d'Art d'Ucraïna fundat l'any 1898.

Hi ha prop de 5.000 museus diferents a Ucraïna, incloent Museu Nacional d'Art d'Ucraïna, Museu Històric Nacional d'Ucraïna, Museu d'Art Occidental i Oriental, Museu Nacional d'Ucraïna de Txernòbil a Kíev, Galeria Nacional d'Art de Lviv, Museu d'Art de Poltava, Museu d'Art Simferopol, i molts altres d'art, història, tradicions o dedicats a diferents temes. Molts d'aquests museus estan en risc a causa de la invasió russa d'Ucraïna el 2022.
Hi ha 14 biblioteques d'importància estatal (Biblioteca Nacional Vernadsky d'Ucraïna, Biblioteca Nacional Parlamentaria d'Ucraïna, Biblioteca Històrica Nacional d'Ucraïna a Kíiv, Biblioteca Científica Estatal Korolenko a Khàrkiv entre d'altres i 45.000 biblioteques públiques a tota Ucraïna. Entre tots aquests serveis acullen un total de 700 milions de llibres.

## Religió

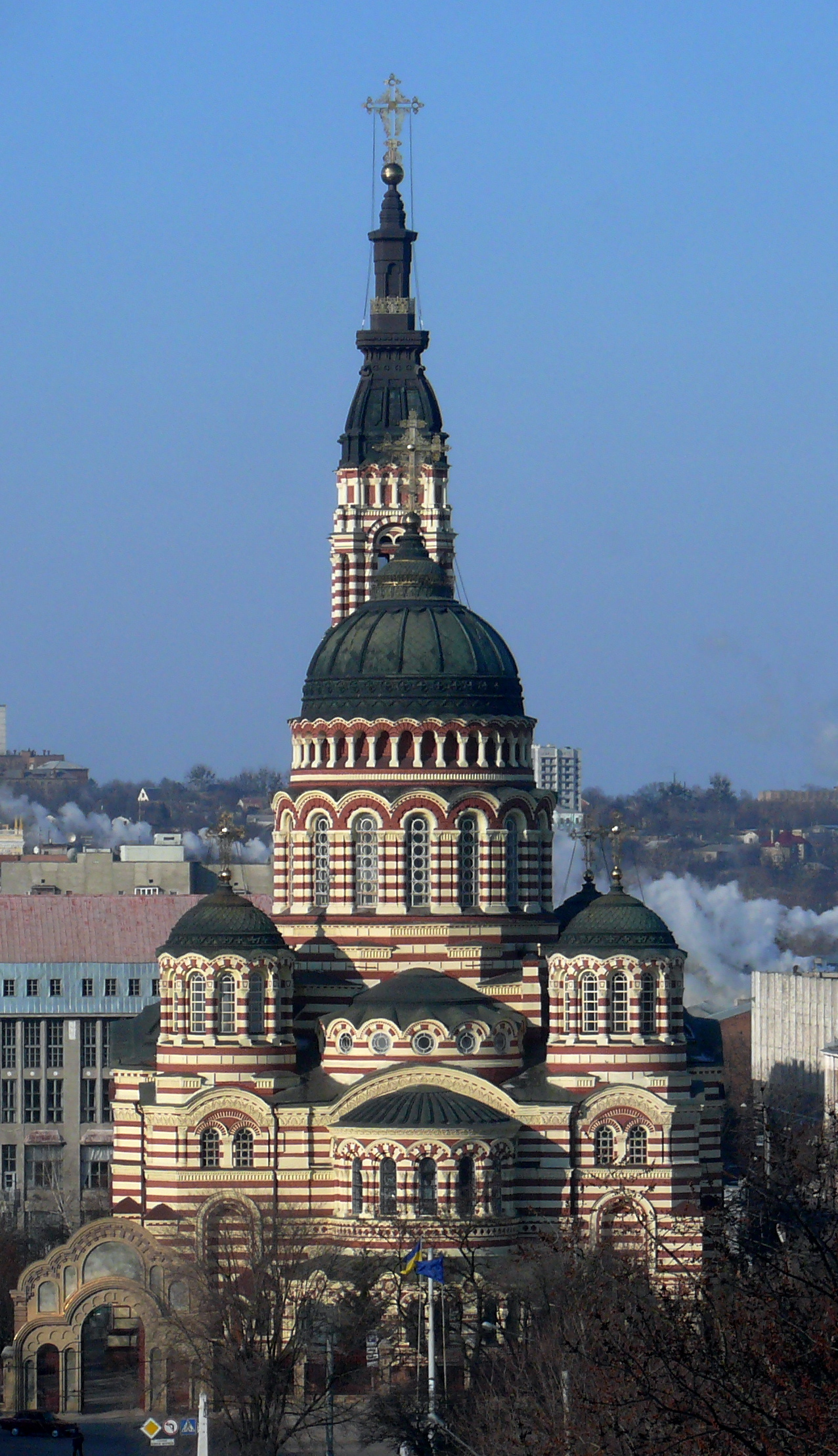
La catedral de l'Anunciació a Kharkiv és una de les esglésies ortodoxes més altes del món. La seva construcció es va acabar l'any 1888.

La religió a Ucraïna és diversa, amb una majoria de la població que practica el cristianisme. El cristianisme ortodox oriental i el catolicisme oriental i l'ésglésia catòlica romana són les tres religions més practicades. L'Església Ortodoxa d'Ucraïna és la més gran del país. Els fidels de l'Església grecocatòlica ucraïnesa, la segona més gran, practiquen ritus bizantins, però estan units a l'Església Catòlica Romana.
Una enquesta del 2018 realitzada pel Centre Razumkov va mostrar que el 71,7% de la població es declarava creient. Al voltant del 67,3% de la població va declarar l'adhesió a una o altra branca del cristianisme ortodox (el 28,7% del Patriarcat de Kíiv, el 23,4% simplement declara "ortodoxa" sense declarar a quin patriarcat pertanyen, el 12,8% del Patriarcat de Moscou, el 0,3%). % Església Ortodoxa Autocèfala Ucraïnesa, i 1,9% altres tipus d'ortodòxia), 7,7% cristians sense afiliació confesional declarada, 9,4% catòlics de ritu bizantí ucraïnès, 2,2% protestants i 0,8% catòlics de ritu llatí, 2,5% islam, el judaisme era 0,4%; mentre que un petit percentatge segueix l'hinduisme, el budisme i el paganisme (Rodisme). Un 11,0% més es van declarar no religiosos o no afiliats. Segons les enquestes dutes a terme per Razumkov als anys 2000 i principis de la dècada del 2010, aquestes proporcions s'han mantingut relativament constants durant l'última dècada, mentre que la proporció de creients en general ha disminuït del 76% el 2014 al 70% el 2016 i al 72% el 2018.
A partir del 2018, el cristianisme era especialment fort a les regions més occidentals d'Ucraïna, on vivien la majoria de grecocatòlics. A les regions central, meridional i oriental, els cristians constitueixen una proporció menor de la població total, especialment baixa a la regió més oriental de Donbàs. Els tàtars de Crimea que professen l'islam representen una part important de la població de Crimea, que abans del 2014 era súbdita d'Ucraïna, però que des d'aquell any està ocupada per Rússia. A partir del 2016, sense Crimea, on els musulmans formaven el 15% de la població el 2013, només el Donbàs manté una comunitat de musulmans més gran en comparació amb altres regions d'Ucraïna (6%).

## Gastronomia

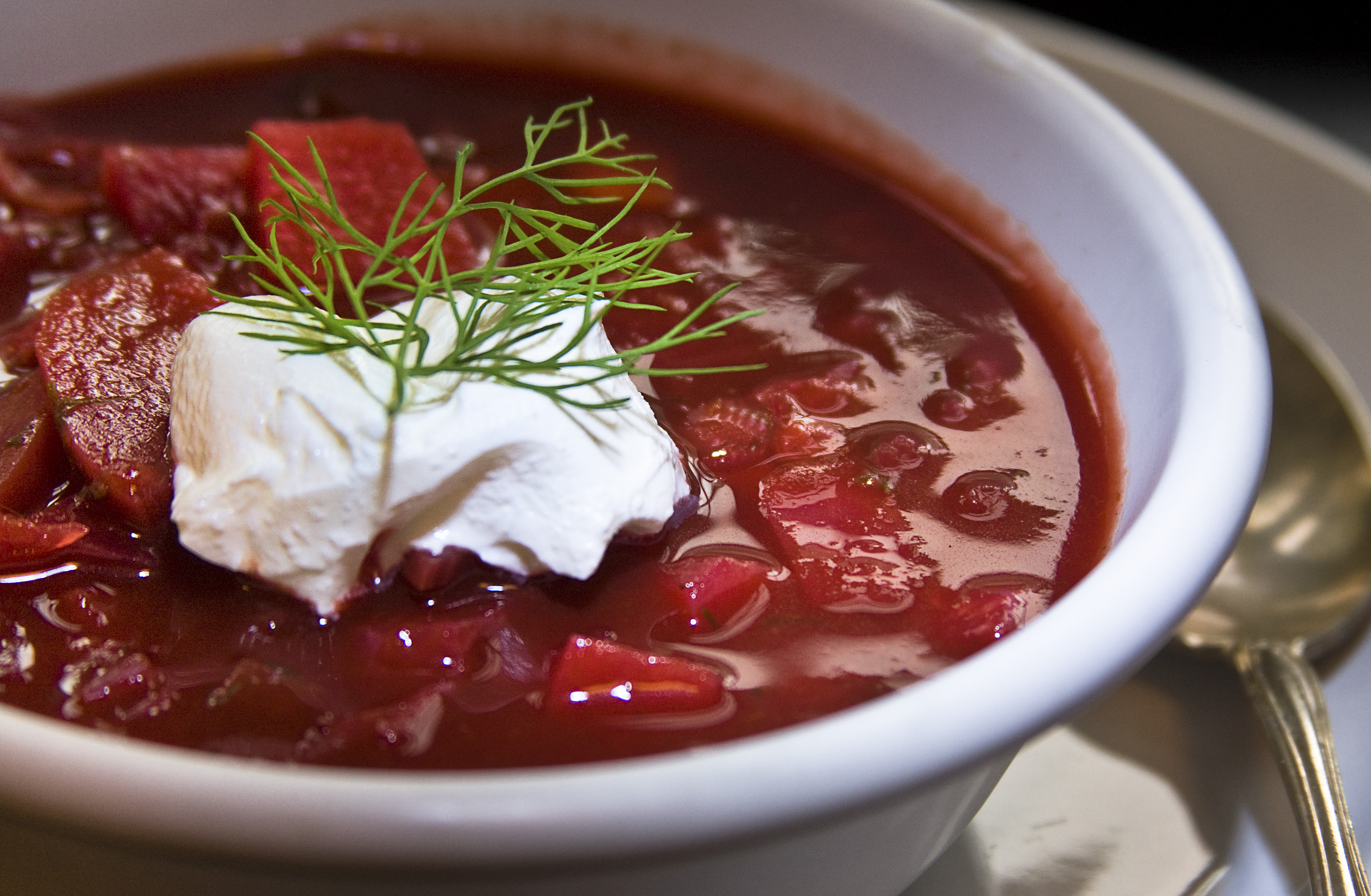
Borsx ucraïnès amb smetana

La cuina ucraïnesa està molt influenciada pel ric sòl fosc, ric en humus (Txernozem) del qual provenen els seus ingredients. Els plats tradicionals ucraïnesos sovint experimenten un procés d'escalfament complex: "al principi són fregits o bullits, i després guisats o al forn. Aquesta és la característica més distintiva de la cuina ucraïnesa". El plat nacional d'Ucraïna és el borsx, la coneguda sopa de remolatxa, de la qual existeixen moltes varietats. No obstant això, el varényky (boles de massa bullides semblants al pierogui) i un tipus de rotllo de col conegut com holubtsi també són els favorits nacionals i s'han incorporat com un àpat comú als restaurants tradicionals d'Ucraïna. Aquests plats indiquen les similituds regionals dins de la cuina d'Europa de l'Est. La cuina posa l'accent en la importància del blat en particular, i del gra en general, ja que el país es coneix sovint com el "graner d'Europa". La majoria dels plats ucraïnesos descendeixen d'antics plats camperols basats en el gra de sègol, així com verdures de primera necessitat com la patata, les cols, els bolets i la remolatxa.
El menjar és una part important de la cultura ucraïnesa. Els aliments especials s'utilitzen per Pàsqua de Resurrecció, així com per Nadal. Durant el Nadal, per exemple, la gent prepara kutia, que és una barreja de graons (blat cuit), llavors de rosella, mel i pans dolços especials.
Una dieta ucraïnesa mitjana consisteix en peix, formatge i una varietat d'embotits. El formatge de cap també és força popular a Ucraïna, així com Kolbasa (ucraïnès: Ковбаса́, Kovbasa), un tipus d'embotit. Normalment, el pa és una part bàsica de cada menjar i s'ha d'incloure perquè l'àpat sigui "complet". Durant el Nadal, per exemple, és tradició fer un sopar de la nit de Nadal. A Setmana Santa s'inclouen els famosos pysanky, que són ous de colors i estampats. Fer aquests ous és un procés llarg i s'utilitzen per mostrar-los al centre de la taula en lloc de consumir-los. La població beu te (chai), vi o cafè després d'unes postres senzilles, amb pastisseria de fruites. Els aliments populars son la slanina, borsx, pollastre Kíiv, pierogui i el pilav.

## Esports
L'esport a Ucraïna, té una important presència en la cultura popular del país. El fet que es estès dominada per Rússia des del segle XVIII, va estar ser un factor determinant per la fonamentació de les disciplines esportives ucraïneses. Els seus inicis esportius els trobem ja amb l'Imperi Austrohongarès, rebent la influència de diversos moviments europeus de cultura física com els Turners pangermànics, el Sokol paneslau i altres esports com els Jocs Macabeus d'origen jueu. Durant l'Imperi Rus, les activitats esportives es van integrar dins la competició global de l'URSS, deixant petites activitats loclas reduides a la cultura popular. Després de la dissolució de la Unió Soviètica, l'any 1992 l'himne ucraïnès va sonar per primera vegada als Jocs Olímpics, començant amb la victòria olímpica d'Oleh Kucherenko i immediatament seguida de les victòries de Tetiana Hutsu i Alexandra Timoixenko.
Ucraïna es va beneficiar molt de l'èmfasi soviètic en l'educació física, la qual cosa va deixar centenars d'estadis, piscines, gimnasos i moltes altres instal·lacions esportives al país. Altres esports populars a Ucraïna són el handbol, tennis, rugbi, bàsquet, gimnàstica i hoquei sobre gel.Els germans ucraïnesos Vitali Klitxkò i Volodímir Klitxkò han tingut títols de campions mundials de pes pesant de boxa.
El futbol és l'esport més popular a Ucraïna. La màxima lliga professional és la Lliga ucraïnesa de futbol coneguda com Vyscha Liha. Els dos equips més exitosos de la lliga són els rivals FC Dinamo de Kiiv i FC Xakhtar Donetsk. Tot i que Xakhtar és el millor posicionat en l'actualitat, el Dinamo Kíiv ha tingut molt més èxit històricament, guanyant la Recopa d'Europa de futbol dues vegades, la Supercopa d'Europa de futbol, una vegada, el Lliga soviètica de futbol amb un rècord de 13 cops i la Lliga ucraïnesa 12 vegades; mentre que el Xakhtar només va guanyar quatre campionats d'Ucraïna i una i última Lliga Europa de la UEFA.
Molts ucraïnesos també van jugar a la selecció de futbol de l'URSS, sobretot Igor Belanov i Oleg Blokhin, guanyadors del prestigiós premi Pilota d'Or als millors futbolistes de l'any. Aquest premi només es va lliurar a un ucraïnès després de l'enfonsament de la Unió Soviètica, Andri Xevtxenko, l'antic capità de la selecció d'Ucraïna de futbol. L'equip nacional va debutar a la Copa del Món de la Copa del Món de Futbol FIFA 2006, i va arribar als quarts de final abans de perdre davant la campiona, Itàlia.
Ucraïna va fer el seu debut en els Jocs Olimpics d'hivern del 1994. Fins ara, els esportistes ucrainesos han tingut molt èxit en els Jocs Olimics d'estiu (96 medalles en quatre esdeveniments més que en els Jocs Olimpics d'hivern, amb dinc medalles en quatre edicions. Actualment, Ucraïna ocupa el lloc 35 pel nombre de medalles d'or guanyades en el recompte de medalles dels Jocs Olímpics de tots els temps, i tots els països per sobre d'ell, excepte Rússia, tenen més aparicions.

## Societat

### Casaments
Les celebracions de noces tradicionals d'Ucraïna tenen molts rituals que impliquen música i ball, beure i menjar, amb multitud de gent. El casament consta de tres parts separades que poden durar dies o fins i tot setmanes. Primer hi ha un esposalles, després una cerimònia i després una gran celebració. Les esposalles comporten que el nuvi s'adreça als pares de la núvia per negociar el rescat que pagarà per la núvia i per buscar la benedicció dels seus pares. Hi ha moltes històries en el folklore ucraïnès sobre el segrest de la núvia implicant que el nuvi pagui el rescat. Sovint, la núvia segrestada és un participant voluntari i la parella fuig sense el permís dels seus pares. Alternativament, la núvia pot rebutjar una oferta de matrimoni, i en aquest cas, és costum que els pares es trobin amb el nuvi a la porta amb una carbassera per transmetre el missatge. Després d'arribar a un acord, el casament oficial té lloc en una església, sovint en una cerimònia de grup amb altres parelles. Segueix una celebració a casa amb la participació de tota la comunitat.

### Mitjans de comunicació social

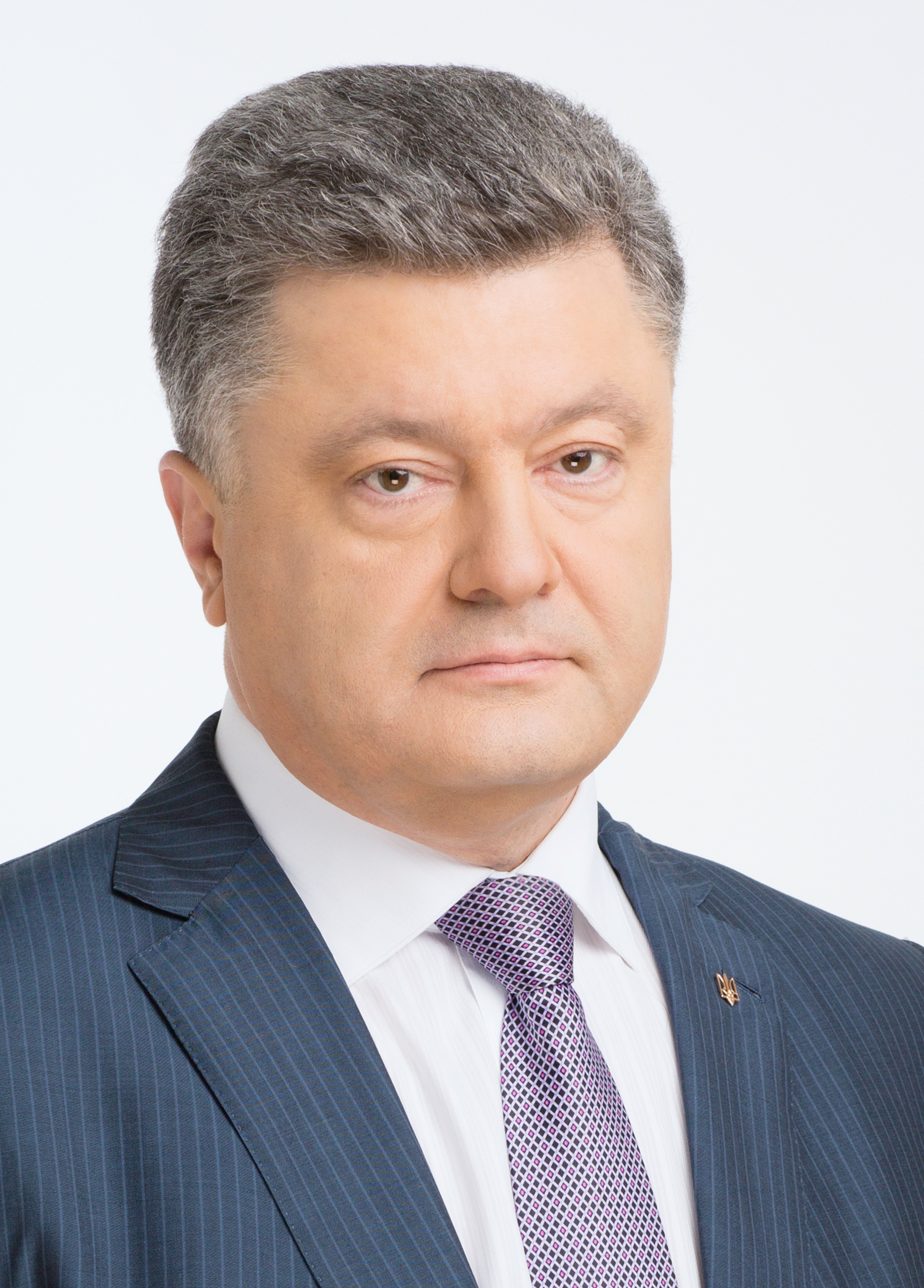
Petro Poroshenko, expresident d'Ucraïna, controla bona part dels mtijans de TV del país.

Els mitjans de comunicació a Ucraïna comprenen la televisió, la premsa i els diaris gestionats tant per corporacions estatals o per enitats amb ànim de lucre. La Constitució d'Ucraïna garanteix la llibertat d'expressió. Com a país amb una economia de transició, el sistema de mitjans d'Ucraïna està en transformació.
La Constitució consdiera la llengua ucraïnesa com a oficial i la llei obliga els mitjans de comunicació a utilitzar-la. No obstant això, la majoria de les publicacions dels mitjans a Ucraïna estan en llengua russa. Els mitjans electrònics (televisió i ràdio), que tenen llicència governamental, són majoritàriament en ucraïnès, mentre que la premsa diària, que només requereix un registre formal, es publica en rus. Els mitjans en línia a Ucraïna no estan regulats.

#### Premsa
L'any 2010, tres quartes parts del mercat imprès estava controlat per sis grups editorials. Dos d'ells són de propietat estrangera: Burda-Ucraïna, del holding alemany Hubert Burda Media, i Edipress-Ucraïna de l'empresa suïssa Edipresse. Quatre són propietat d'ucraïnesos, com Segodnya Multimedia Publishing Group pel holding System Capital Management del multimilionari Rinat Akhmetov, i Fakty i Commentarii del multimilionari Viktor Pinchuk. Kíiv domina el sector dels mitjans a Ucraïna. El Kyiv Post, es publica setmanalment divendres, és el principal diari en anglès d'Ucraïna. Els diaris nacionals son Den i Dzerkalo Tijnia; i també s'hi publiquen tabloides com The Ukrainian Week o Focus en rus. L'Agència Nacional de Notícies d'Ucraïna, Ukrinform, es va fundar aquí el 1918.

#### Televisió
La televisió a Ucraïna es va introduir el 1951 dins el Comitè Estatal de la televisió i la ràdio de l'URSS, i segueix sent el mitjà preferit dels ucraïnesos. Els principals canals de televisió formen part de grans holdings financers. Les polítiques editorials segueixen estrictament els interessos econòmics i financers dels seus propietaris. Ucraïna té més de 10 canals de televisió principals, amb una fragmentació que preserva el pluralisme mediàtic, tot i el biaix informatiu de bona part. Els canals de televisió més vistos a Ucraïna són els comercials 1+1, Inter, StarLightMedia Group, que opera sis canals de televisió com STB, ICTV, Novyi Kanal, 5 Kanal controlat per l'expresident ucraïnès Petrò Poroixenko.

### Turisme
Ucraïna atrau més de 20 milions de visitants a l'any d'arreu del món. Les set meravelles naturals d'Ucraïna i les set meravelles d'Ucraïna són destinacions populars així com ciutats urbanes modernes, festivals, turisme ecològic i turisme de salut.

## Festivitats

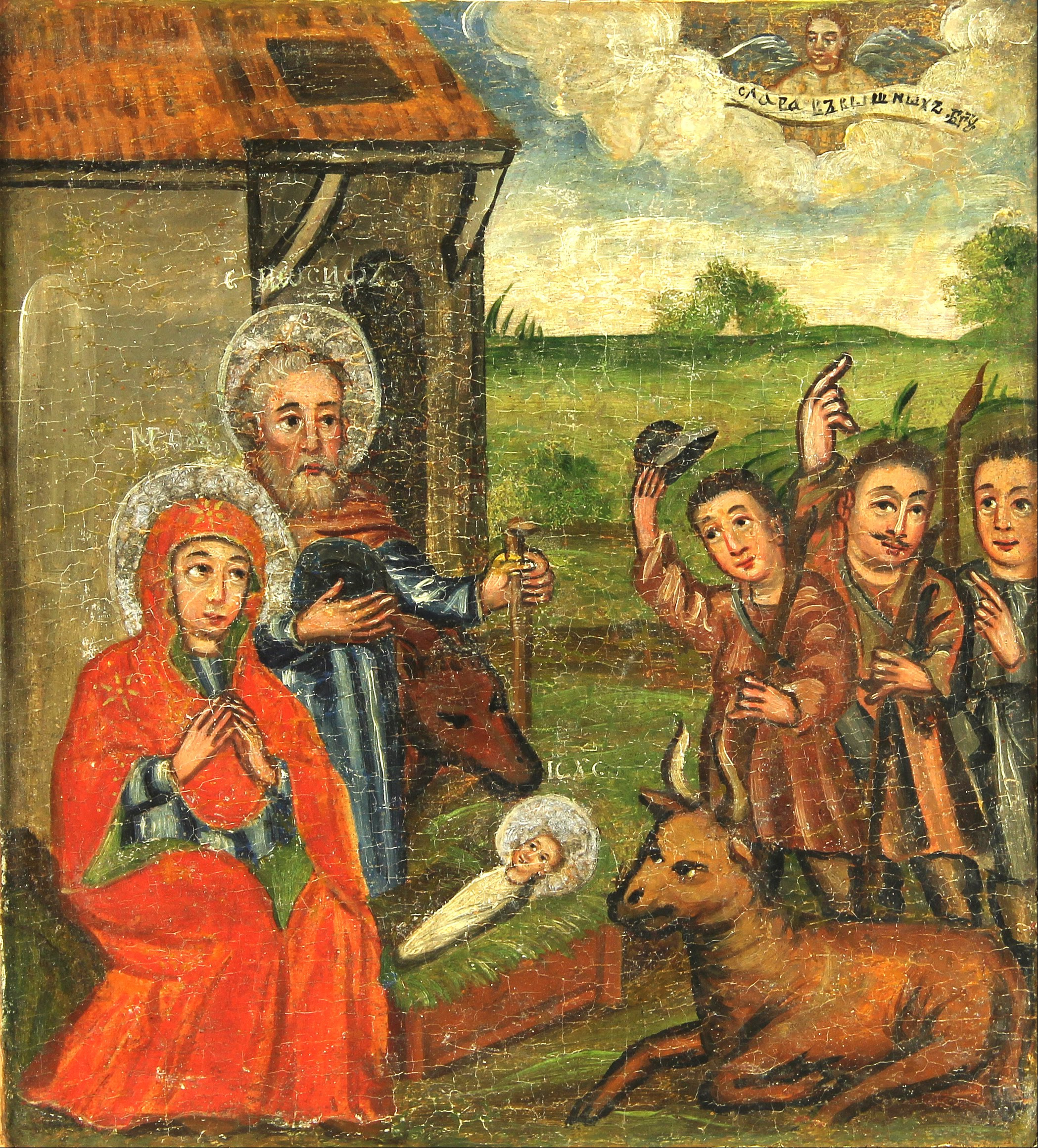
Icona de Nadal, Adoració dels pastors, de la col·lecció del Museu Ivan Honchar. Artista desconegut, c. 1670.

Mentre avança cap a la modernitat, Ucraïna continua sent un país molt tradicional, on l'observança de determinats costums i pràctiques té un paper central en la seva cultura. Moltes festes i esdeveniments importants d'Ucraïna es basen en l'antic calendari julià i, per tant, difereixen dels seus homòlegs gregorians. Aquests inclouen Nadal i Cap d'Any, tots dos molt importants en la cultura ucraïnesa.
Les tertúlies com Vechornytsi tenen una llarga història a la cultura ucraïnesa, i també les festes tradicionals com el Dia d'Ivan Kupala, Maslenitsa, Koledowanie i Malanka, on la gent es reuneix en grans grups. La" Razom nas bahato, nas ne podolaty " és una declaració cultural i política popular dels ucraïnesos tradicionals i moderns. Es tradueix com "Junts som molts! No podem ser derrotats!"

## Patrimoni Cultural

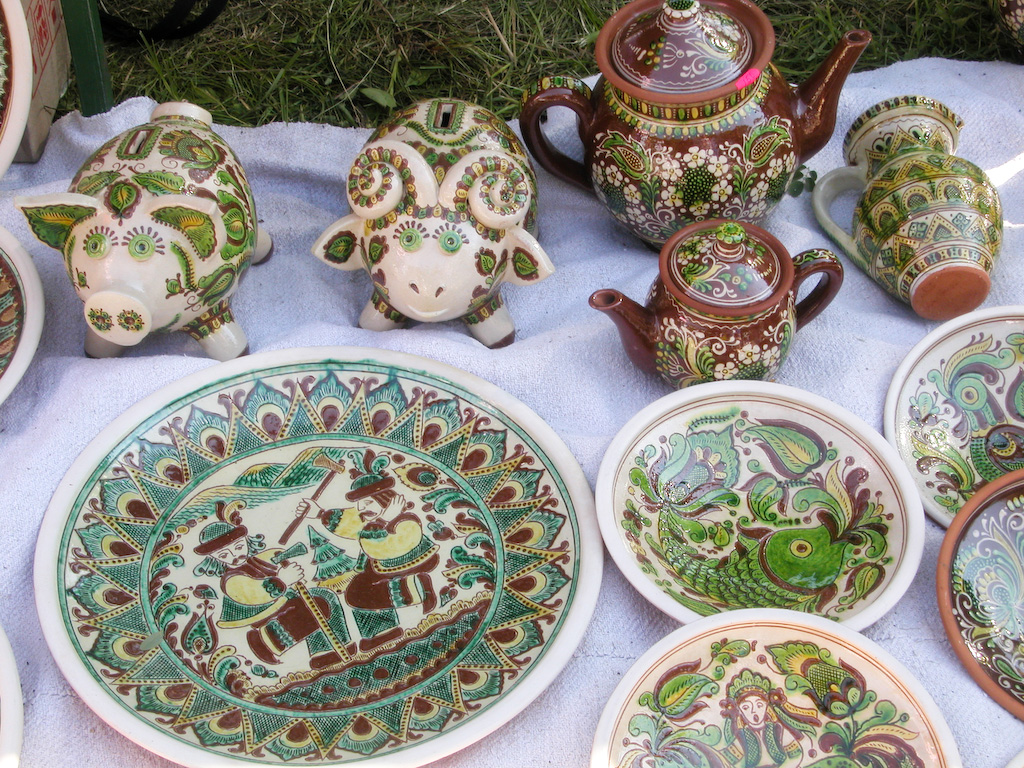
Ceràmica pintada de Kosiv, patrimoni cultural immaterial d'Ucraina.

### Patrimoni Cultural Immaterial
El patrimoni cultural immaterial són elements del patrimoni cultural d'Ucraïna abstractes i s'han d'aprendre, que inclouen coneixements tradicionals com festivals, música, actuacions, celebracions, artesania i tradicions orals. Des de 2013, s'han inscrits cinc aspectes al registre del Patrimoni Cultural Immaterial d'Ucraïna a partir del març de 2022. Quatre d'ells s'han inclòs a les Llista del Patrimoni Cultural Immaterial de la UNESCO: pintura Petrykivka (2013), cançons dels cosacs (2016), pintura ceràmica de Kosiv (2019), disseny Ornek (2021). El cinquè, el reconeixement de la cultura única de la cuina del Borsx d'Ucraïna, va ser incorporat més tard un cop fetes les nominacions.[

### Patrimoni de la Humanitat
Ucraïna va adoptar oficialment la Convenció de la UNESCO i es va convertir en membre independent el 12 d'octubre de 1988, mentre encara era oficialment una República de la Unió Soviètica, abans de la seva dissolució el 1991.
A partir del 2022, s'han atorgat ha set llocs del Patrimoni de la Humanitat a Ucraïna, sis dels quals són patrimoni culturals i un dels quals, els boscos de Fageda verge dels Carpats i d'altres regions d'Europa, és un espai natural. El primer lloc en ser considerat va ser la Catedral de Santa Sofia de Kíiv i edificis monàstics relacionats, del Conjunt monàstic de Kíevo-Petxersk, l'any 1990. Els llocs més recents que han estat assignats han estat els Tserkvas de fusta de la Regió Carpàtica a Polònia i Ucraïna i l'antiga ciutat de Quersonès Tàuric i la seva Chora, el 2013. Tres jaciments són transnacionals: els Tserkvas de fusta es comparteixen amb Polònia, l'arc geodèsic de Struve es comparteix amb nou països i els boscos de faigs antics i primitius es comparteixen amb 17 països. A més, Ucraïna té 17 llocs a la seva llista provisional.

### Set maravelles d'Ucraïna
Les Set Meravelles d'Ucraïna: Parc Sofiyivka, Conjunt monàstic de Kíevo-Petxersk, Kàmianets-Podilski, Khortytsia, Quersonès, Catedral de Santa Sofia de Kíiv, Fortalesa Khotyn són els set monuments històrics i culturals d'Ucraïna, que es van escollir en un concurs celebrat al país. Aquest event que va ser seguit per les Set Meravelles Naturals d'Ucraïna: Askania-Nova, Estepa granítica de Buh, Canó Dniester, Cova de Marmol de Crimea, Parc Natural Nacional Podilski Tovtry, Parc Natural Nacional Shatsk, i el Llac Synevyr. Van continuar amb les Set Meravelles Rutes d'Ucraïna i els Set Castells Maravellosos d'Ucraïna. Tots els llocs proposats són àrees protegides de propietat pública, almenys a nivell regional, amb objectius turístics.